# 街影法

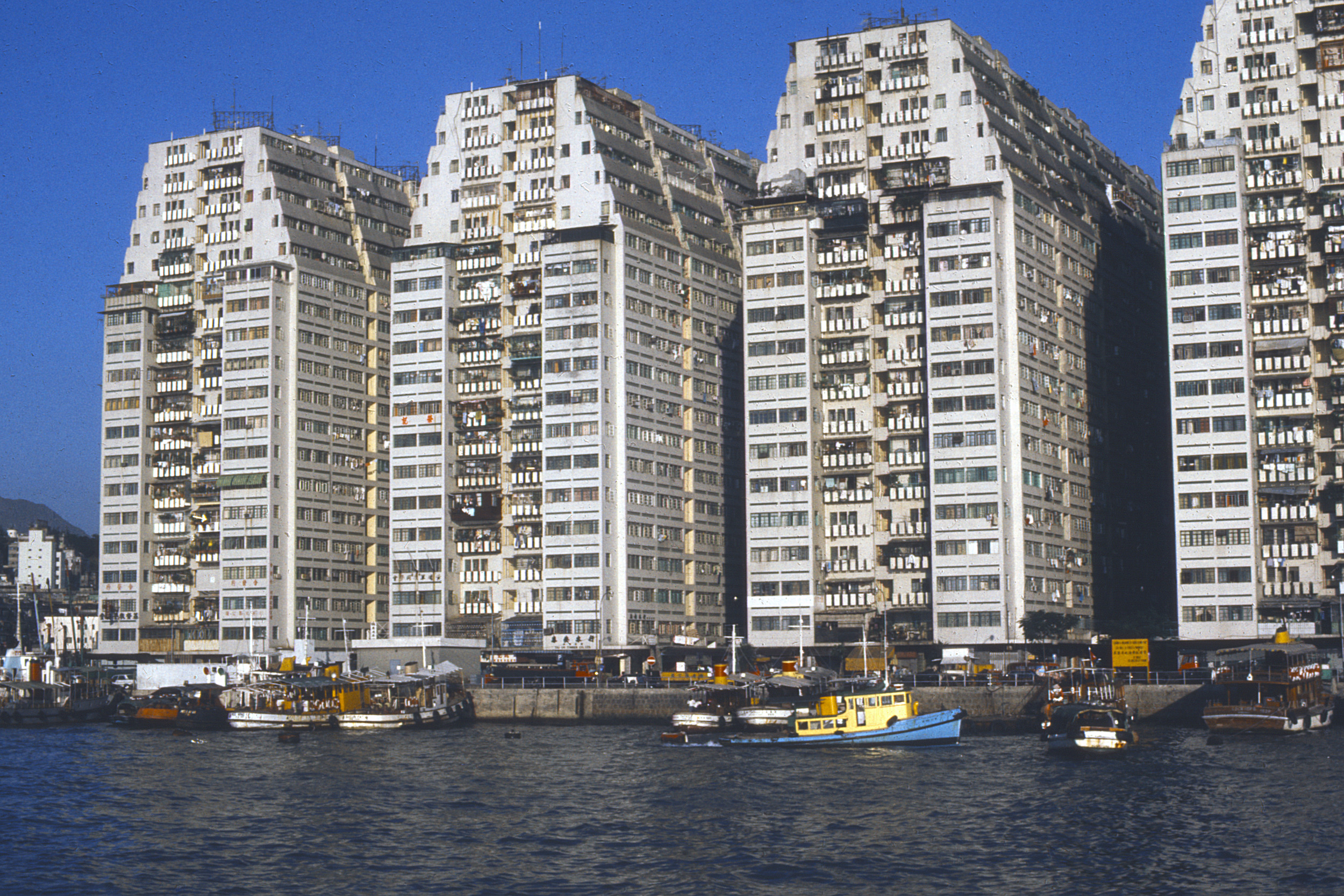
佐敦渡船街的文華新村（八文樓）

街影法是港英時代的香港建築法例，1969年時政府於香港《建築物（規劃）規例》中加入限制建築街影的要求，確保街道日照和空氣流通，於1987年被撤銷。

## 內容

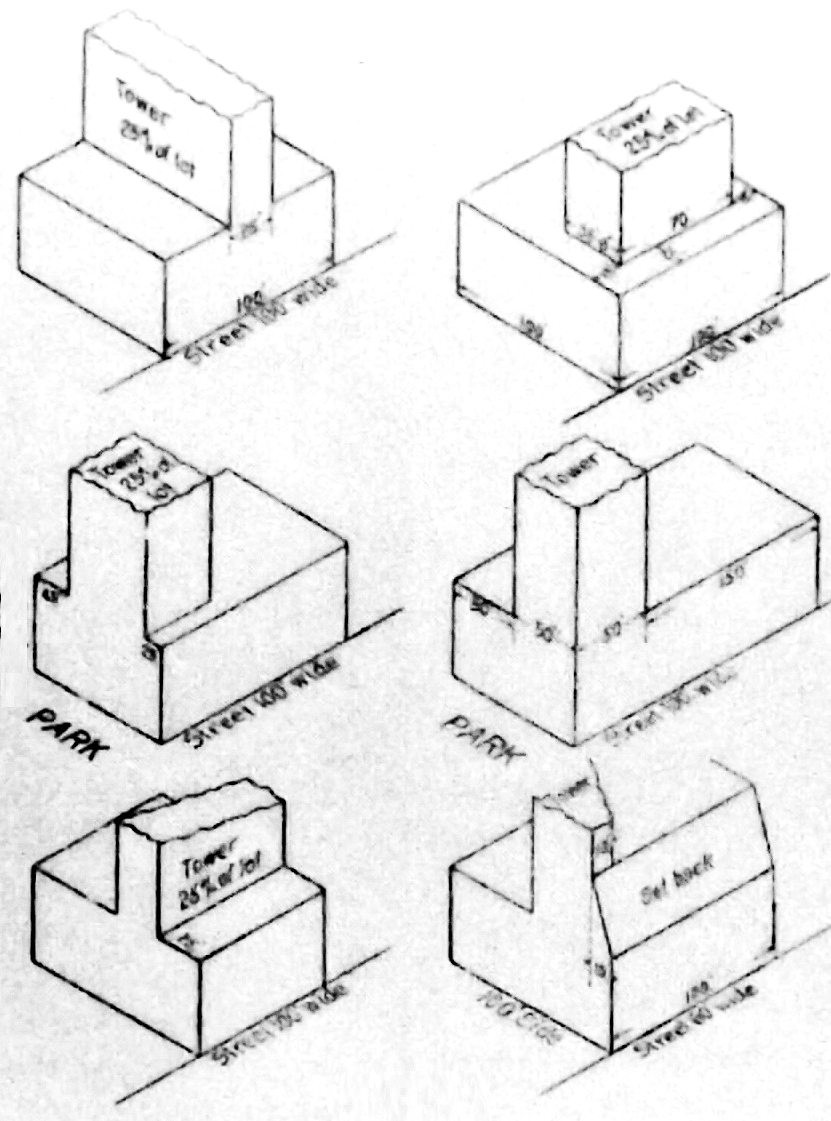
紐約1916年對街道建築的限制

香港曾經歷過不少瘟疫、如19世紀末的鼠疫和始於1968年的香港流感等，使港英政府明白公共衛生的重要性，而1960年代香港剛轉型作轉口港，被列為疫埠會對經濟以至整個社會都會造成衝擊，因此由英國引入街影的建築概念，促成香港街影法的規劃，保持公共空間的日照和通風。
街影法針對20層以下的建築物的街影投射面積（street shadow area），不同情況有不同限制，內容大致如下：
- 大廈與地面之間要呈特定的日光角度斜面（daylight plane）
- 以街道中心作為起點，向兩邊的樓宇劃一條76度角（政策推出初期為63.5度）向上斜的線[3]

## 建築

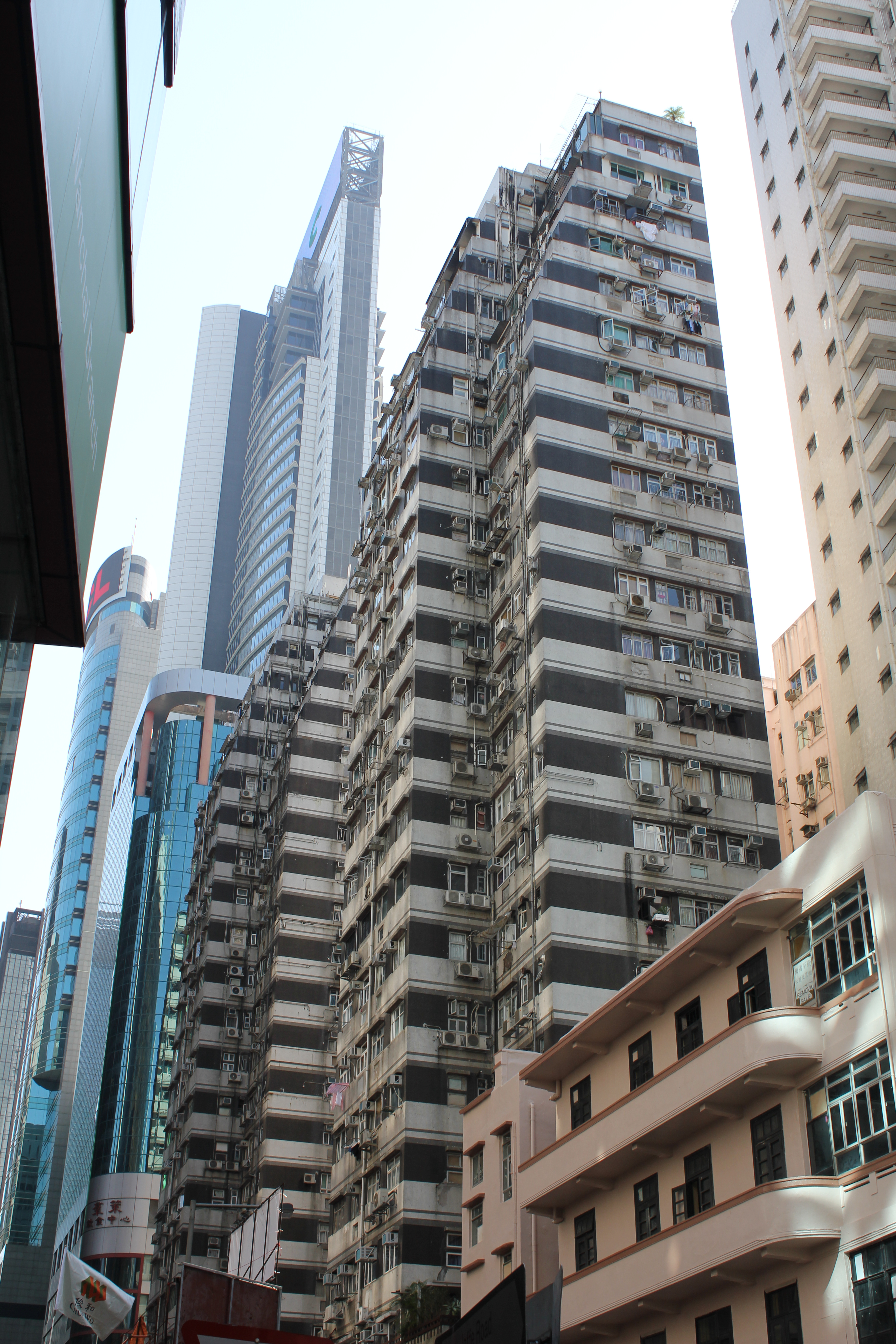
灣仔謝斐道杜誌台

斜面樓是1969至1987年街影法時期所產生的一種建築物類型的泛稱。此類建築物為符合當時規定同時用盡地積比率，會逐漸遞減頂樓的建築面積大小，形成梯級的外觀。於1990年代前人口較密集的市區較普遍：
- 港島：灣仔、西營盤等
- 九龍：深水埗、旺角等

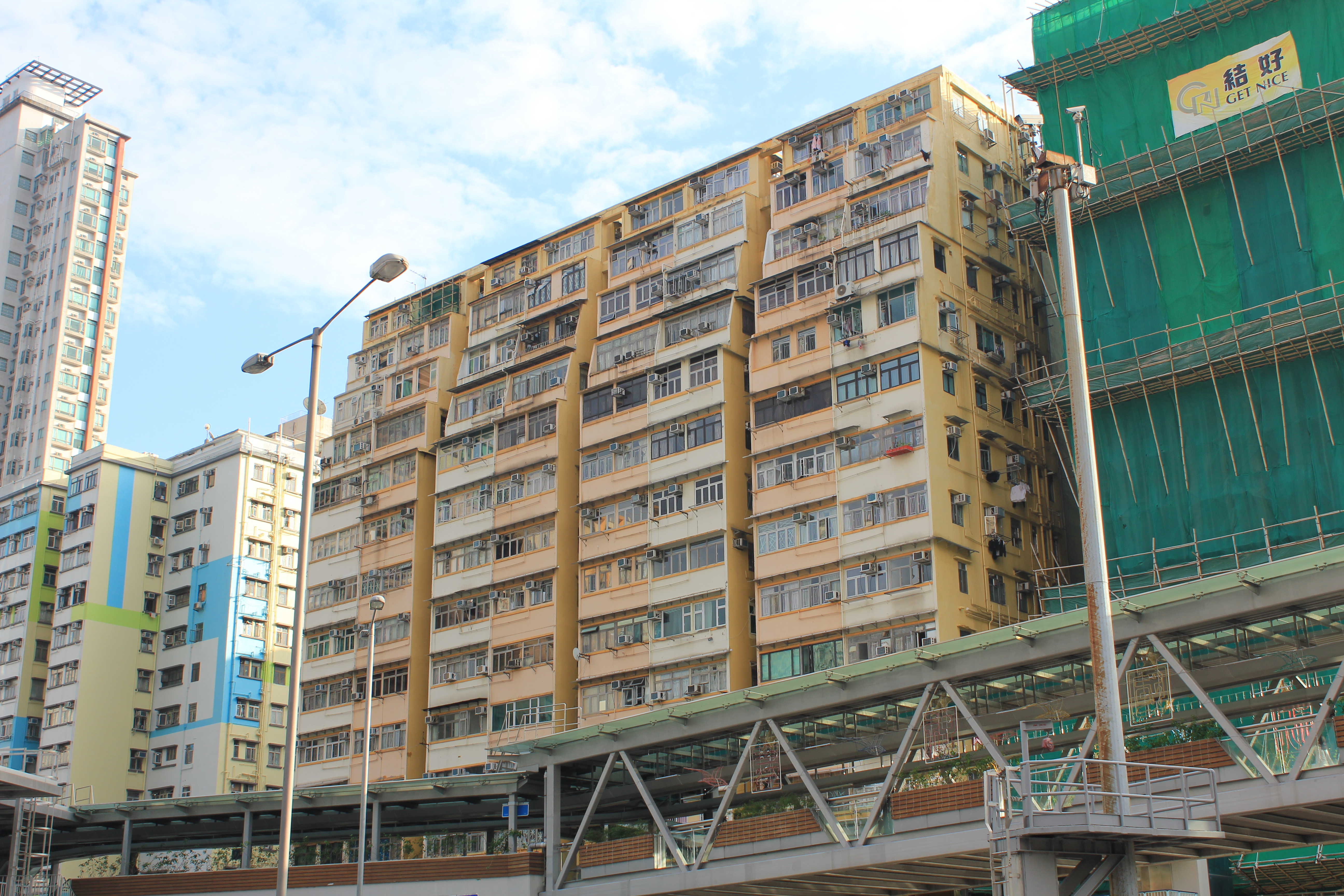
紅磡蕪湖街裕新大廈
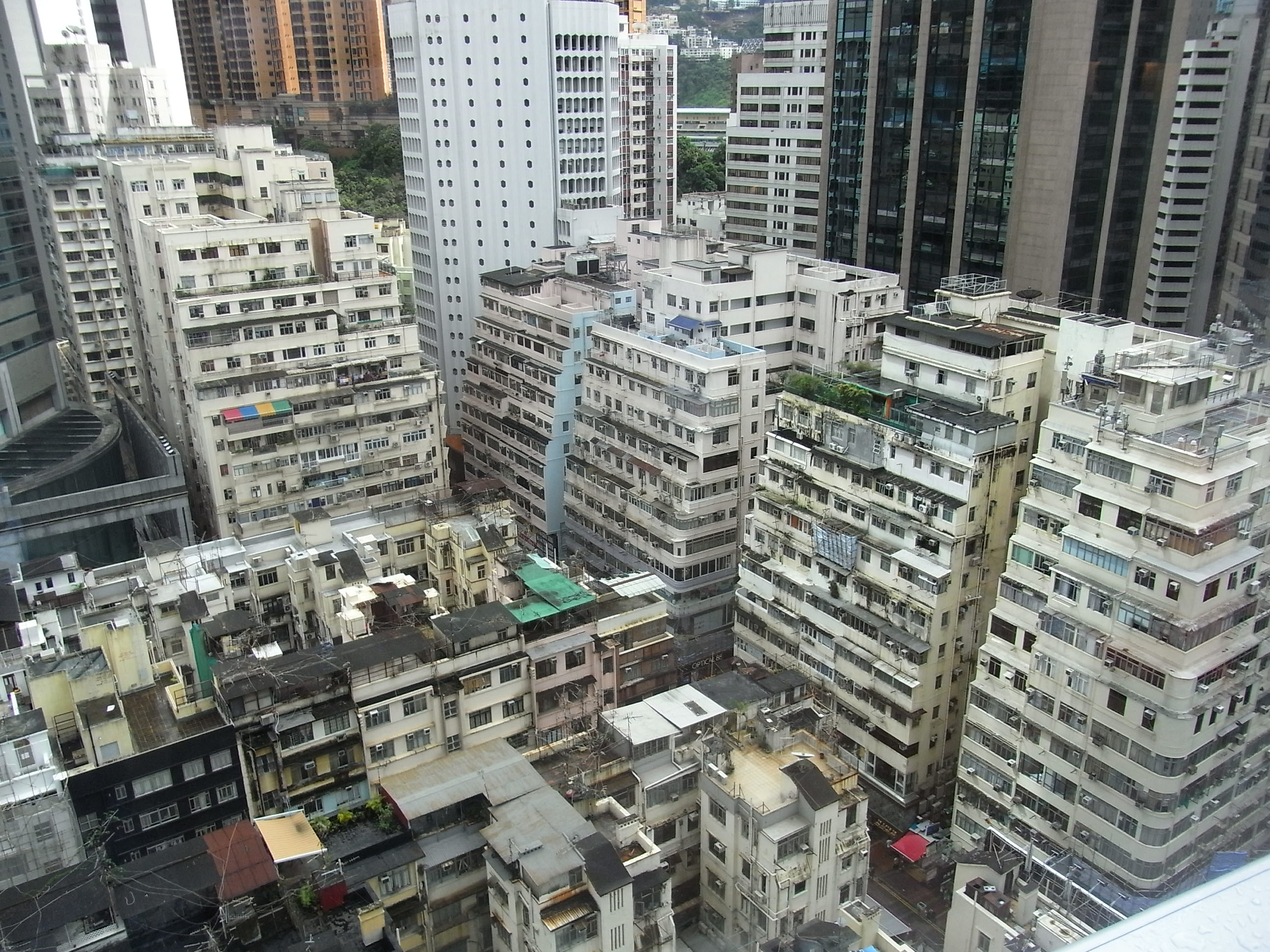
銅鑼灣近希慎廣場一帶的大廈
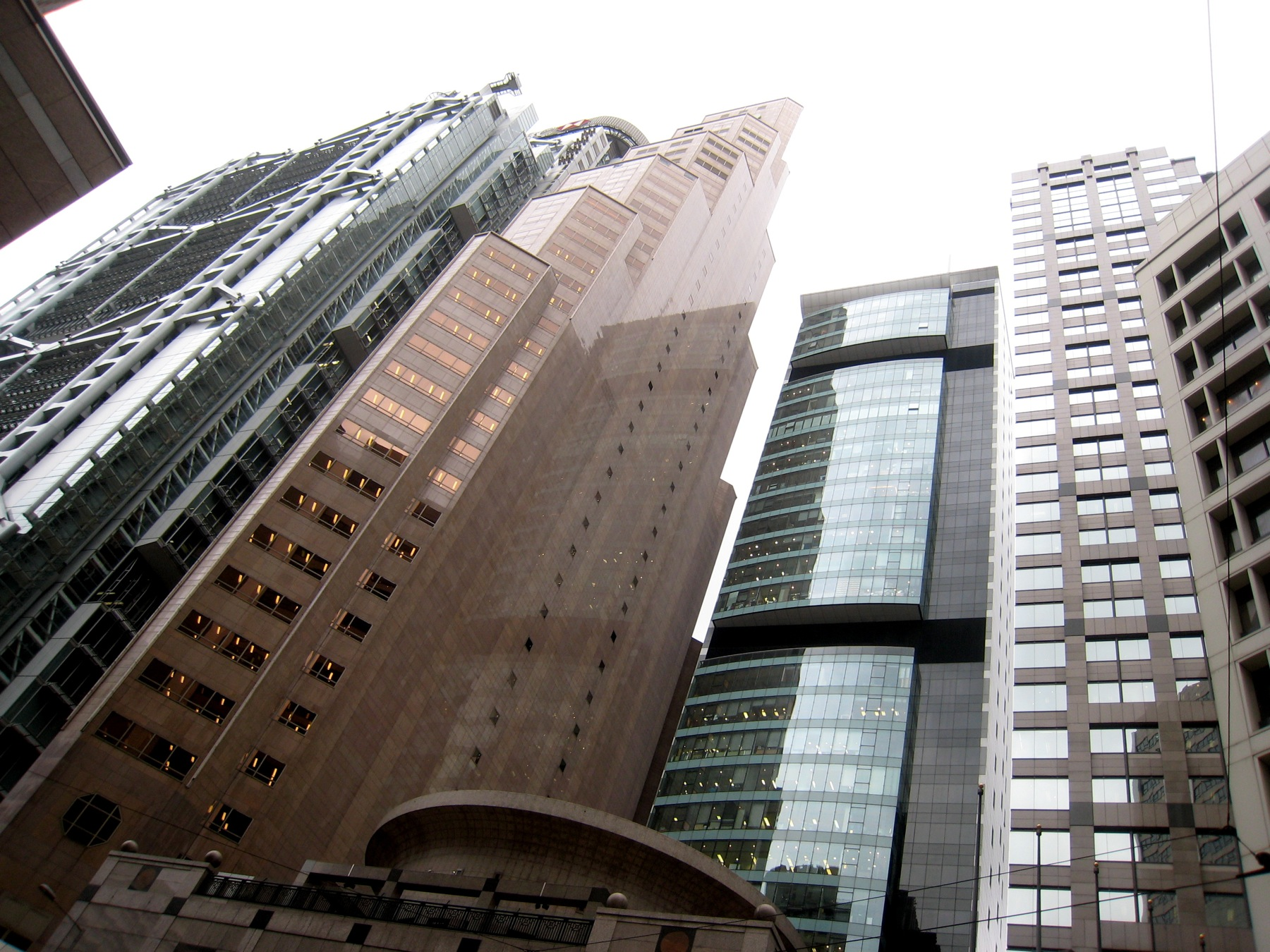
中環渣打銀行大廈（左二）

## 現況

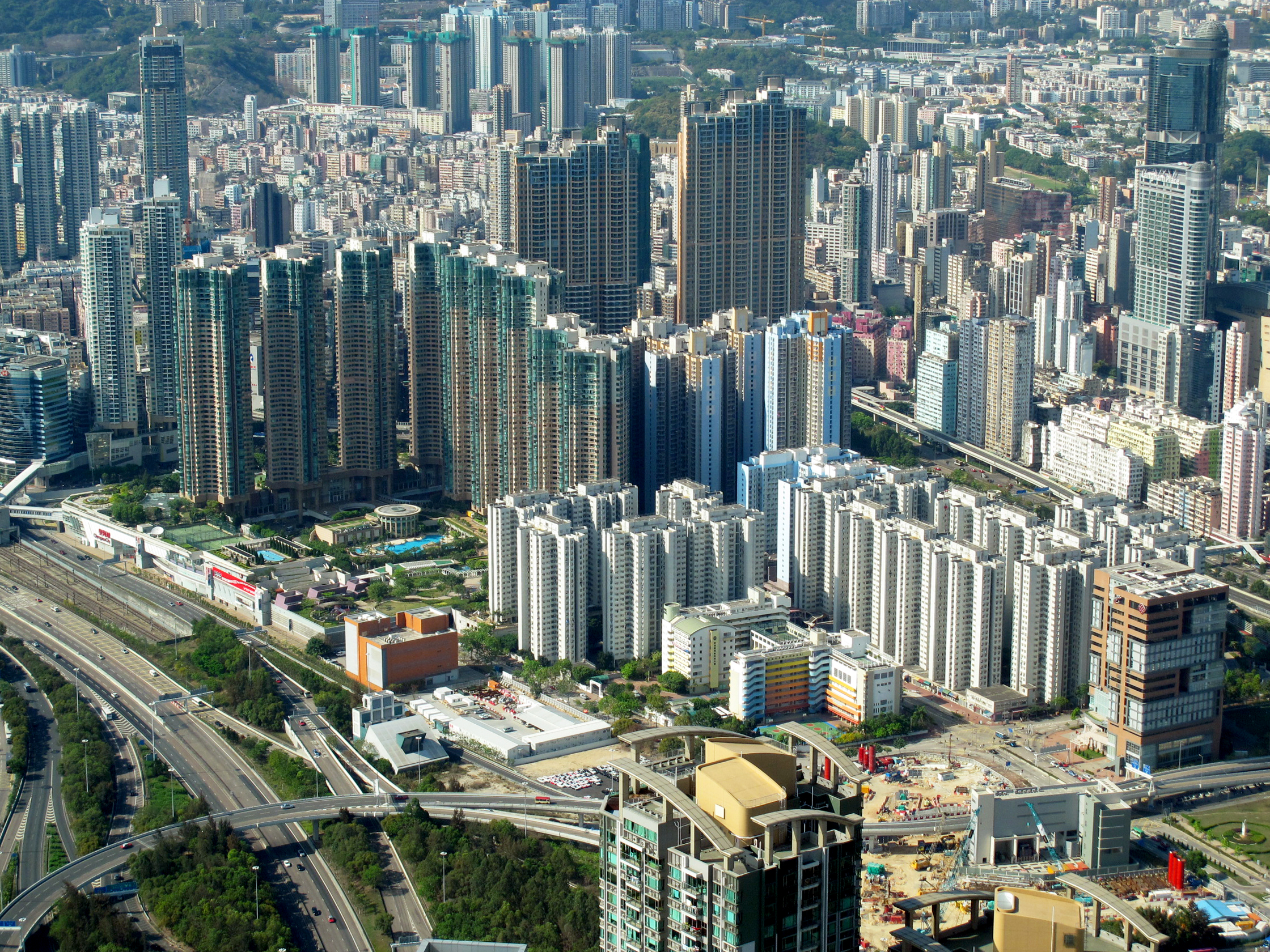
西九龍是眾多地區其中最多屏風樓的地方

80年代中期起，由於大多香港樓宇的高度開始超越此法所規定的二十層限制，此法應用性日漸減弱，最終於1987年被廢除。此後香港開始進入「屏風樓」年代，發展商都在有限的地積比率下以高度增加樓宇面積。

## 外部連結
- Notes on Building (Planning) Regulations (2015) - Hong Kong Institute of Surveyors
- Historical Laws of Hong Kong Online: Building (Planning) Regulations (1964) （页面存档备份，存于） - HKU Library